# Línea L32 (Montevideo)
La línea L32 es una línea local de Montevideo,  une el barrio Manga con el barrio Transatlántico en modalidad de circuito.

## Características
A diferencia de la línea L33, la L32 accede por Camino Benito Berges, para conectar con los vecinos del barrio Puntas de Manga, que contaban sólo con la línea L31 cada una hora, por lo tanto se retiró esa línea y en su lugar circula la L32 cada 40 minutos.